# 316201 Malala
316201 Malala (tên trước đây là 2010 ML48), là một tiểu hành tinh được phát hiện bởi nữ thiên văn học gia Amy Mainzer ở NASA vào ngày 23 tháng 6 năm 2010 bằng việc sử dụng kính thiên văn NEOWISE. Cái tên mới của tiểu hành tinh này được đặt theo tên của Malala Yusufzai, là một cô gái hoạt động cho nữ quyền người Pakistan, cô được trao giải thưởng Nobel Hòa bình vào tháng 10 năm 2014.
Tiểu hành tinh này có đường kính khoảng 4 km (2,5 dặm) và có quỹ đạo quanh Mặt Trời là 5,5 năm mỗi vòng quay.